# Non Serviam
Non Serviam – drugi album studyjny Rotting Christ, wydany w 1994 roku.

## Lista utworów
Opracowano na podstawie materiału źródłowego.
| Nr | Tytuł utworu                  | Długość |
| -- | ----------------------------- | ------- |
| 1. | „The Fifth Illusion”          | 5:33    |
| 2. | „Wolfera the Jackal”          | 7:13    |
| 3. | „Non Serviam”                 | 5:01    |
| 4. | „Morality of a Dark Age”      | 5:02    |
| 5. | „Where Mortals Have No Pride” | 7:48    |
| 6. | „Fethroesforia”               | 1:36    |
| 7. | „Mephesis of Black Crystal”   | 5:24    |
| 8. | „Ice Shaped God”              | 3:54    |
| 9. | „Saturn Unlock Avey's Son”    | 6:22    |
|    |                               | 47:53   |

## Twórcy
Opracowano na podstawie materiału źródłowego.
Zespół Rotting Christ w składzie
- Sakis "Necromayhem" Tolis – gitara, śpiew
- Jim "Mutilator" Patsouris – gitara basowa
- Themis "Sauron" Tolis – perkusja
- George "Magus Wampyr Daoloth" Zaharopoulos – instrumenty klawiszowe